# TP63
TP63(Tumor protein p63), p63은 인간에서 TP63(p63으로도 알려짐) 유전자에 의해 인코딩되는 단백질이다.
TP63 유전자는 p53 종양 억제 유전자가 발견된 지 20년 후에 발견되었으며, p73과 함께 구조적 유사성을 바탕으로 p53 유전자군을 구성한다. p53보다 훨씬 늦게 발견되었음에도 불구하고, p53, p63 및 p73의 계통발생학적 분석은 p63이 p53 및 p73이 진화한 계열의 원래 구성원임을 시사한다.

## 기능
종양 단백질 p63은 p53 전사 인자 계열의 구성원이다. p63 -/- 생쥐는 중간엽과 상피 사이의 상호 작용의 결과로 발생하는 치아 및 유선과 같은 사지 및 기타 조직의 부족을 포함하는 여러 가지 발달 결함을 가지고 있다. TP63은 대체 프로모터(TAp63 및 ΔNp63)에 의해 두 가지 주요 이소형을 인코딩한다. ΔNp63은 피부 발달 과정과 성체 줄기/전구 세포 조절 과정에서 다양한 기능에 관여한다. 대조적으로, TAp63은 대부분 세포사멸 기능으로 제한되어 왔으며 최근에는 난모세포 완전성의 수호자로 사용되었다. 최근 심장 발달과 조기 노화에 있어 TAp63에 두 가지 새로운 기능이 있다는 것이 밝혀졌다.
생쥐에서 p63은 막 단백질 PERP의 직접 전사를 통한 정상적인 피부 발달에 필요하다. TP63은 또한 인간 암에서 TP53으로 PERP 발현을 조절할 수 있다.